# Айка
А́йка (угор. Ajka) — місто в Угорщині, у медьє Веспрем. Розташоване в горах Баконь.

## Географія і транспорт

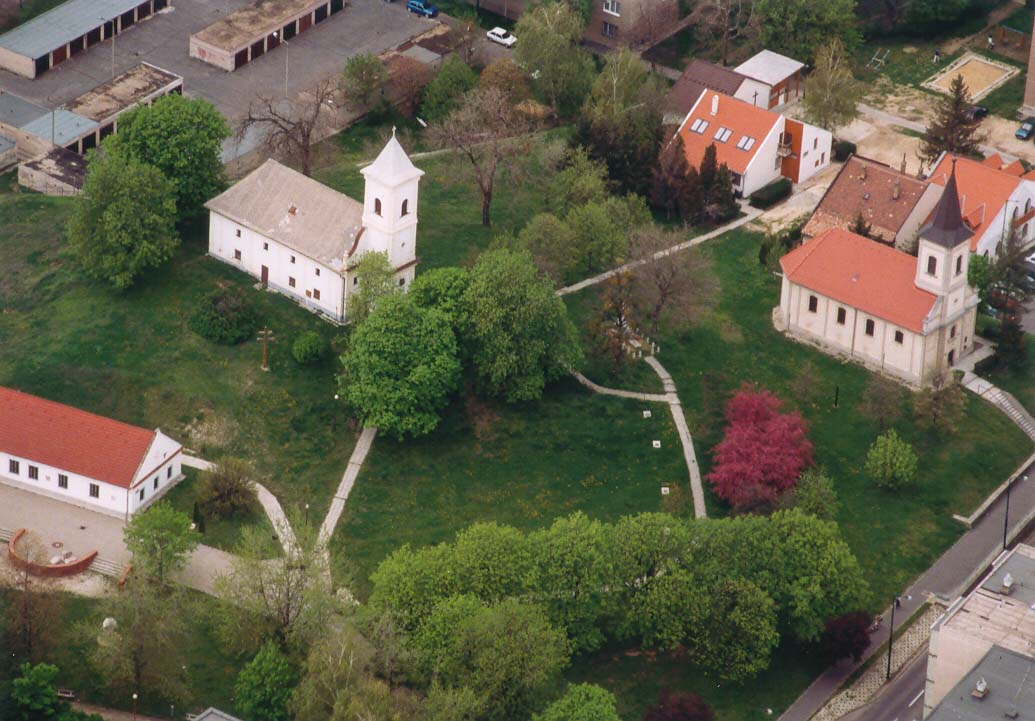
Вид з повітря

Айка розташована за 25 кілометрів на захід від столиці медьє — Веспрема і на такій же відстані на південь від Папи. За 3 кілометри на північ від міста проходить автомагістраль Е66 Секешфегервар — Веспрем — Керменд — Ільць. Через Айку проходить залізнична траса Секешфегервар — Веспрем — Цельдемельк.

## Історія
Сучасне місто було створено в 1960 році об'єднанням чотирьох сіл, що існували тут раніше. Пізніше до міста були приєднані ще чотири навколишні села.
Село Айка, що стала центром нового міста, вперше згадана в 1214 році, проте заснована вона була ще раніше. Ім'я села походить від однойменного клану, який в свою чергу названий по імені князя Хейко, одного з членів двору королеви Гізелли, дружини короля Іштвана Святого.
Аж до кінця XIX століття Айка продовжувала залишатися маленьким селом. У XIX столітті в околицях були відкриті поклади вугілля, в 1930-х роках — родовища бокситів. В 1937 році тут була побудована перша в світі фабрика з виробництва криптону.
У соціалістичну епоху Айка стала великим індустріальним центром — тут був побудований алюмінієвий завод і велика скляна фабрика.

## Економіка
Алюмінієвий комбінат, скляна фабрика, цегельний завод. В околицях міста видобуток бурого вугілля і бокситів.

## Цікаві
- Католицька церква в районі Тешокберенд (пізніше бароко, 1807—1808)
- Католицька церква в Айці (пізнє бароко, 1788)
- Протестантська церква в Айці (пізнє бароко, 1783)
- Євангельська церква в Айці (пізнє бароко, 1786-89)
- Музей гірничої справи
- Скляний завод

## Археологія
В 2010 році, неподалік від міста, на території бокситового родовища, були знайдені кістки черепа нового виду динозаврів, що належить до інфраряду Ceratopsia — Ajkaceratops kozmai, віком близько 85 мільйонів років (сантонського ярус верхньої крейди). Тоді ця територія була одним з островів архіпелагу в древньому океані Тетіс.